# Яроутворення
Яроутворення — процес утворення яру.  Цей фізико-географічний процес поширений на територіях населених пунктів України та світу.

### Основні чинники розвитку яру
1. наявність порід, що легко розмиваються,
2. тип ґрунту,
3. значна амплітуда коливань висот місцевості,
4. різноманітні пошкодження схилів і послаблення їх стійкості,
5. антропогенний вплив (спускання на схил стічних, аварійних вод, скидання снігу, знищенням рослинного покриву, розорювання, підрізання схилів, прокладання доріг, штучне зрошення, облаштування кар'єрів тощо).

Яри поширені в лісостеповій, степовій зонах, також часто з'являються в процесі водної ерозії. Водна ерозія спричиняє розмив ґрунтів  та крихких порід потоками води, стікаючих зі схилів під час проливних дощів або танення снігу. Ерозія ґрунту проявляється навіть при незначній крутизні схилу.

## Стадії яроутворення
- І — утворюється вимоїна глибиною 30-50 см, або глибше, поперечний профіль спочатку має трикутну форму, а згодом набуває трапецевидної форми.
- ІІ — яр розростається знизу вгору, в напрямку, зворотньому течії води в яру (регресивна ерозія). Одночасно спостерігається подальше заглиблення яру. Глибина яру на цій стадії може досягати 25-30 м. Схили круті, обривисті, нестійкі.
- ІІІ — виробляється профіль рівноваги, що починається з моменту, коли устя яру врізається до рівня місцевого базису ерозії (рівня річки, поверхні тераси чи дна балки). Поздовжній профіль набуває форми плавної кривої. Спостерігається подальше поглиблення і розширення яру. Схили ярів ще зберігають круті, обривисті, але в основі схилів починає формуватися насип, який поступово розростається вгору по схилу і вкривається рослинністю.
- IV — припиняється подальший ріст яру та його заглиблення, дно вкривається алювіальними відкладами. Схили яру поступово повністю ховаються під покривом делювію, починає формуватися ґрунтовий покрив.